# 大阪市立西天満小学校
大阪市立西天満小学校（おおさかしりつ にしてんましょうがっこう）は、大阪府大阪市北区にある公立小学校。

## 沿革
明治時代初期に当時の大坂三郷北大組に設置された3小学校を起源としている。3校が1884年に統合して現在の西天満小学校が設置された。太平洋戦争の戦災のため、近隣にあった菅南国民学校を終戦直後に統合している。
- 1872年7月1日 - 北大組第九区小学校（伊勢小学校）が創立。
- 1873年2月5日 - 北大組第十区小学校（若松小学校）が創立。
- 1875年11月8日 - 第三大学区大阪府管内第二中学校区第四大区第十一番小学校（衣笠小学校）が創立。
- 1884年7月1日 - 伊勢・若松・衣笠の3校統合で西天満小学校となる。
- 1893年4月1日 - 大阪市西天満尋常小学校と改称。
- 1925年4月1日 - 高等科を併設、大阪市西天満尋常高等小学校と改称。
- 1941年4月1日 - 国民学校令により、大阪市西天満国民学校と改称。
- 1944年 - 滋賀県高島郡饗庭村・新儀村（いずれも現在の高島市新旭地域）へ集団疎開。
- 1946年4月1日 - 戦災により大阪市菅南国民学校を合併。
- 1947年4月1日- 学制改革により、大阪市立西天満小学校と改称。
- 1965年 - 文部省から道徳教育の研究校に指定される。

## 通学区域
- 大阪市北区 菅原町、天神西町、西天満1丁目-6丁目、天神橋1丁目、天満4丁目（一部）。
- 大阪市北区 中之島3-6丁目（扇町小学校校区に指定されているが、調整区域として通学可能）
卒業生は基本的に大阪市立天満中学校に進学する。

## 出身者
- 岡潔 - 数学者。旧菅南小学校卒業
- 稲田悦子 - フィギュアスケート選手 旧菅南小学校卒業
- 喜多条忠 - 作詞家
- 笹部新太郎 - 植物学者

## アクセス
- Osaka Metro谷町線・堺筋線 南森町駅、JR東西線 大阪天満宮駅より西へ約450m
- 大阪シティバス 西天満バス停より南へ約100m